# Cryptopezus nattereri
El tororoí de Natterer o chululú chico (en Argentina y Paraguay) (Cryptopezus nattereri), también denominado chululú de pecho escamado, es una especie de ave paseriforme de la familia Grallariidae, la única perteneciente al género Cryptopezus, anteriormente situada en el género Hylopezus. Es nativa de la Mata Atlántica del centro sureste de América del Sur.

## Distribución y hábitat
Se distribuye por el sureste de Brasil desde el sur de Minas Gerais, y desde el oeste de Paraná hacia el este hasta el oeste de Río de Janeiro y hacia el sur hasta el norte de Río Grande do Sul, el extremo este de Paraguay y el noreste de Argentina (Misiones).
Esta especie es considerada localmente bastante común en su hábitat natural: el suelo, o muy próximo, en bosques húmedos montanos hasta los 1600 m de altitud, más hacia el norte principalmente arriba de los 900 m. Prefiere bosques primarios con sotobosque abierto, frecuentemente en áreas húmedas próximas a arroyos con cascadas.

## Descripción
Mide 13,5 cm de longitud. Por arriba es pardo oliváceo, con el lorum y anillo ocular parcial pardo-amarillento blanquecinos; presenta una mancha ocrácea en la base de las primarias. Por abajo es pardo-amarillento pálido, más blanco en la garganta, con área submalar negra y una profusión de puntos y motas negras. Sus largas piernas rosáceas son desproporcionales al tamaño de su cuerpo.

## Comportamiento
Forrajea en la hojarasca o próximo al suelo y se encarama con frecuencia en perchas verticales. Corre o vuela cortas distancias rasante al suelo. Es territorialista y defiende un territorio de aproximadamente 100 m lineares. Su zona no se sobrepone con el tororoí teguá Hylopezus ochroleucus y el único otro grallárido presente en la misma es la bastante mayor tororoí pintado Grallaria varia. Es muy difícil de ver y favorece áreas con densos bambuzales.

### Vocalización
Su canto es una serie bastante rápida de siete a diez notas silbadas que van elevándose y se vuelven más enfáticas, por ejemplo «tiu-tiu-tiu-tiu-tiu-téu-téu-téu-téu».

## Sistemática

### Descripción original
La especie C. nattereri fue descrita por primera vez por el ornitólogo brasileño Olivério Mário de Oliveira Pinto en 1937 bajo el nombre científico Grallaria nattereri; la localidad tipo es: «Alto da Serra, São Paulo, Brasil.

### Etimología
El nombre genérico masculino «Cryptopezus» se compone de las palabras del griego «kruptos» que significa ‘escondido’, y ««πεζος pezos» que significa ‘caminada’, en alusión a los hábitos furtivos de esta ave y a la dificultad en localizarlo inclusive cuando está activo y vocalizando; y el nombre de la especie «nattereri», conmemora al zoólogo y recolector austríaco residente en Brasil entre 1817 y 1835 Johann Natterer (1787–1843).

### Taxonomía
Por muchos años fue inexplicablemente considerada conespecífica con Hylopezus ochroleucus, pero presenta diferencias marcantes en vocalización, plumaje, hábitat y distribución. Es monotípica.
Un amplio estudio de filogenia molecular de Carneiro et al. (2019) de los tororoíes de los géneros Hylopezus y Myrmothera indicó que Hylopezus, como antes definido, era parafilético con respecto a Myrmothera y a Grallaricula. Específicamente, Hylopezus dives, H. fulviventris e H. berlepschi y ambas especies colocadas en Myrmothera, forman un clado bien soportado, que es hermano de otro clado formado por todas las especies remanentes de Hylopezus con excepción de la presente especie. Hylopezus nattereri es hermana de un clado que agrupa a Myrmothera, Hylopezus y Grallaricula, representando el linaje más divergente del complejo. Esta divergencia molecular se confirma por las diferentes características morfológicas y de vocalización que ya eran conocidas. Como estas divergencias no permiten unir H. nattereri a ningún otro género, y como no había ningún otro género disponible, los ornitólogos brasileños Lincoln Silva Carneiro, Gustavo A. Bravo y Alexandre Aleixo propusieron un nuevo género Cryptopezus exclusivo para este linaje endémico de la Mata Atlántica. El nuevo género fue reconocido en la Propuesta no 832 al Comité de Clasificación de Sudamérica (SACC).